# Février 1886

## Événements
- 14 février : livraison du port de la Pointe des Galets, le plus important de La Réunion.